# Arcykapłanka
Arcykapłanka, także arcybiskupka – zwierzchniczka Kościoła Katolickiego Mariawitów, odpowiedniczka arcybiskupa w innych Kościołach chrześcijańskich.
Jedyną arcykapłanką w Kościele Mariawickim była Antonina Maria Izabela Wiłucka-Kowalska. Aktualnie Kościołem Katolickim Mariawitów zarządza siostra biskupka Damiana Maria Beatrycze Szulgowicz, która nie przyjęła tytułu arcykapłanki.